# For All Those Sleeping
For All Those Sleeping war eine US-amerikanische Metalcore-Band aus St. Cloud in Minnesota, welche 2007  gegründet wurde.

## Geschichte
Die Band wurde 2007 von den Freunden Mike Champa, Jerad Sierskalla, David Volgman-Stevens und Ethan Trekell, die sich während der Highschool kennengelernt hatten, gegründet, nachdem sich die alten Bands der Musiker aufgelöst hatten. Den Namen der Band hatten sich die Bandmitglieder bereits in der neunten Klasse ausgedacht, als Parodie auf Bands der Emo-Szene. Ein Jahr später veröffentlichte die Band mit The Lies We Live ihre erste EP, welche sie selbst vertrieb, worauf ein Jahr später London Snetsinger als neuer Bassist der Band hinzustieß. Zudem unterschrieb die Band einen Plattenvertrag bei dem US-amerikanischen Musiklabel Fearless Records, nachdem ihr Manager Eric Rushing, Gründer von Artery Recordings, die Band bei diesem vorgeschlagen hatte. Es folgte ihm Juli 2010 das Debütalbum Cross Your Fingers, während die Band eine US-Tour an der Seite von Drop Dead, Gorgeous, From First to Last und Sleeping with Sirens spielte.
Im Sommer 2011 spielte die Band das erste Mal auf der „The All Stars Tour“ neben Bands wie Chelsea Grin, After the Burial oder Born of Osiris, auf das ein Jahr später mit Outspoken das zweite Studioalbum der Band erschien, welches auf Platz 95 der US-amerikanischen Billboard 200 einstieg und von dem US-amerikanischen Musikproduzenten Cameron Mizell produziert wurde. Den Namen des Albums wählte die Band, weil sie in diesem, laut eigenen Aussagen, ihren eigenen Gefühlen freien Lauf ließen. Anschließend spielte die Band auf der „Scream It Like You Mean It“-Tour an der Seite von Attack Attack! und We Came as Romans, sowie eine Tour mit iwrestledabearonce durch Europa. Im Mai 2013 spielte die Band auf dem in New Jersey stattfindenden Skate and Surf Festival. Des Weiteren bestätigte die Band eine Teilnahme an der australischen Ausgabe der Vans Warped Tour, welche zwischen November und Dezember stattfand.
Am 23. Juni 2014 erschien mit Incomplete Me das dritte Album der Band über Fearless Records. Am 9. Oktober 2014 gab die Gruppe ihre Trennung nach der Not Your American Idol Tour im November bekannt.

## Diskografie
- 2008: The Lies We Live (EP, Eigenvertrieb)
- 2010: Cross Your Fingers (Fearless Records)
- 2012: Outspoken (Fearless Records)
- 2014: Incomplete Me (Fearless Records)